# Rhipidoglossum melianthum
Rhipidoglossum melianthum là một loài thực vật có hoa trong họ Lan. Loài này được (P.J.Cribb) Senghas miêu tả khoa học đầu tiên năm 1986.